# クラドセラケ
クラドセラケ (Cladoselache) は、約3億7000万年前（古生代デボン紀後期）の海に生息していた軟骨魚類。クラドセラキ、クラドセラキーと表記されることもある。学名は「分かれた歯をもつサメ」を意味する。
初期の軟骨魚類の代表的な属。シルル紀の時点で軟骨魚類は出現していたと考えられているため、最古の軟骨魚類とは言えない。一般的に「サメ」と説明されることがあるが、近年の系統の研究では、現生のサメを含む板鰓類ではなく、全頭類（現生のギンザメを含むグループ）のシンモリウム目に含まれるとされるようになった。この目からは他にステタカントゥス等が知られる。

## 特徴

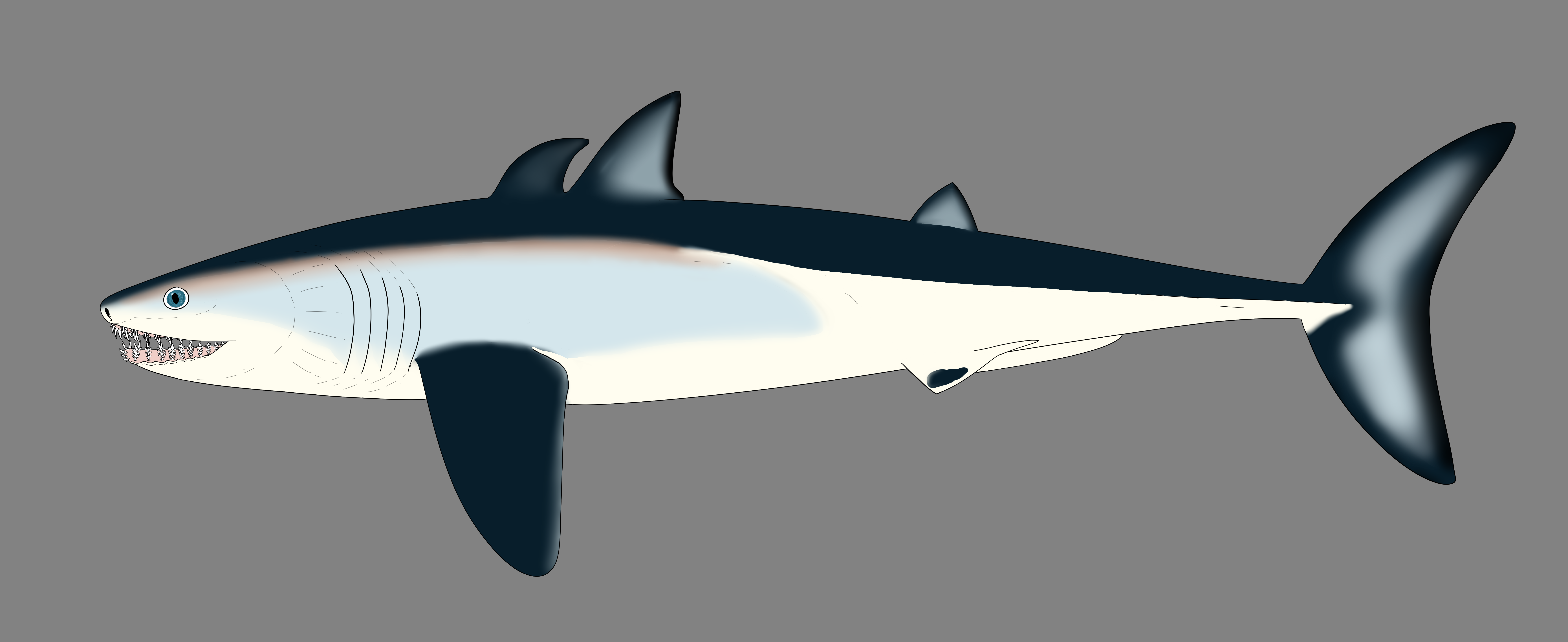
Cladoselache fyleriの生体復元図

全長は最大2メートルほどになるが、ほとんどの標本はそれよりもかなり小型だった。多くのサメ類とは異なり、口は体の下側ではなく先端に位置している。顎の構造にサメのような頑丈さは見られない。脊椎と尾鰭・胸鰭の構造、流線形の体形などから高速の遊泳が特徴であったことは明らかで、デボン紀の海で素早く泳ぎ回る捕食者として生きていたものと考えられる。
少なくとも5つの鰓穴が確認されている。6-7ほどもあるという説もあるが、確認はされていない。他の多くの初期の軟骨魚類と同じく、Cladodontと呼ばれる、一本の歯に複数の突出部を持つという構造を持っていた。
2015年には沖縄美ら島財団総合研究センターの冨田武照が胸鰭の標本 CMNH 8114 を研究し、クラドセラケの胸鰭の付け根にある骨の間に隙間が存在していることが判明した。後部に隙間が存在することで可動性が高まり大きな推進力を得ていたと推測され、高い運動能力を持っていたとされている。
また、クラドセラケの標本数は豊富で数百に上るが、雄の生殖器の化石は発見されていない。雄と雌が異なる水域で生息しており化石として産出しているのは全て雌であるという説、雄に生殖器は存在せず体内受精ではなく体外受精で繁殖していたという説などが挙げられているが、結論は出ていない。

## 古生態学
クラドセラケは北米のCleveland Shaleから多くの化石が産出する。同地層からはダンクルオステウスやティタニクチスなどの様々な板皮類や、ステタカントゥスやCtenacanthusなどの他の軟骨魚類が知られる。
胃の内容物などの研究から、Kentuckiaのような初期の硬骨魚類や、嚢頭類などを捕食していたとされる。一方で、ダンクルオステウスなどの大型の板皮類に捕食されていたと考えられている。

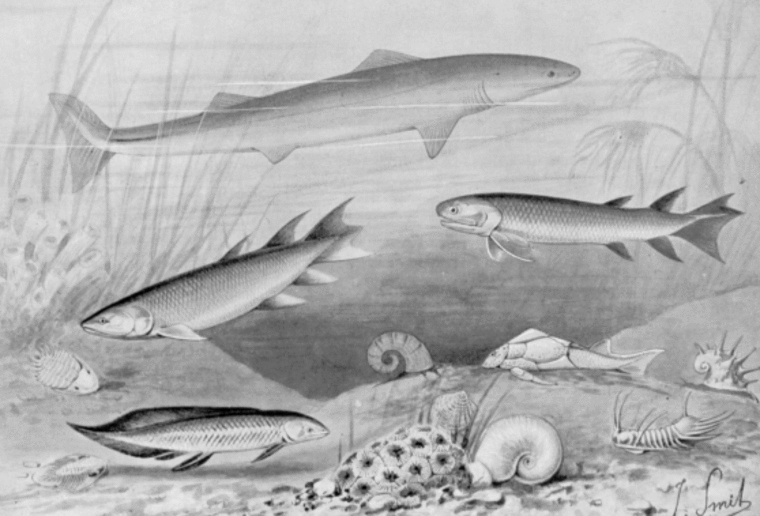
デボン紀の生物の想像図
（一番上がクラドセラケ

### 日本語による
- クラドセラケ - 古世界の住人 - ウェイバックマシン（2005年1月18日アーカイブ分） ：画像参照（想像図）

### 外国語による
- Cladoselache ：画像（想像図）
- Cladoselache ：画像（化石標本）
- Cladoselachida - Palaeos.com
- Cladoselache - Biology of Sharks and Rays ：画像も参照